# Kurarua minor
Kurarua minor är en skalbaggsart som beskrevs av J. Linsley Gressitt och Yves Rondon 1970. Kurarua minor ingår i släktet Kurarua och familjen långhorningar.
Artens utbredningsområde är Laos. Inga underarter finns listade i Catalogue of Life.